# Каармізе (природна територія)
Приро́дна терито́рія Ка́армізе (ест. Kaarmise loodusala) — природоохоронна територія в Естонії, у волості Ляене-Сааре повіту Сааремаа. Входить до Європейської екологічної мережі Natura 2000.
Загальна площа — 266,6 га, у тому числі площа водойм — 11,3 га.
Природна територія утворена 5 серпня 2004 року.

## Розташування
Населені пункти, що розташовуються поблизу території: села Йиемпа та Каармізе.

## Опис
Метою створення об'єкта є збереження 8 типів оселищ різних видів флори та фауни (Директива 92/43/ЄЕС, Додаток I):
| Код   | Тип оселища                                                                                         | Площа, га |
| ----- | --------------------------------------------------------------------------------------------------- | --------- |
| 2330  | Континентальні дюни з незімкненими угрупованнями з Corynephorus та Agrostis                         | 6,7       |
| 3150  | Природні евтрофні озера з рослинністю типу Magnopotamion або Hydrocharition                         | 6,3       |
| 6280* | Північні альвари та плоскі скелі з докембрійських вапняків                                          | 0,7       |
| 6530* | Феноскандійські лісові луки                                                                         | 7,8       |
| 7230  | Лужні низинні болота                                                                                | 50,0      |
| 9010* | Західна тайга                                                                                       | 160,0     |
| 9020* | Феноскандійські гемібореальні природні старовікові широколистяні листопадні ліси, багаті на епіфіти | 17,0      |
| 9080* | Феноскандійські листопадні заболочені ліси                                                          | 1,5       |

Природна область Каармізе охоплює території заказника Каармізе та природного заповідника «Карстові воронки Йиемпа».